# Aislinn
Aislinn und Aislin sind weibliche Vornamen.

## Herkunft und Bedeutung
Beide Namen sind irische Varianten von Aisling.

## Bekannte Namensträgerinnen
- Aislinn Hunter (* 1969), kanadische Schriftstellerin
- Aislin McGuckin (* 1974), britische Schauspielerin